# Martin Gropius

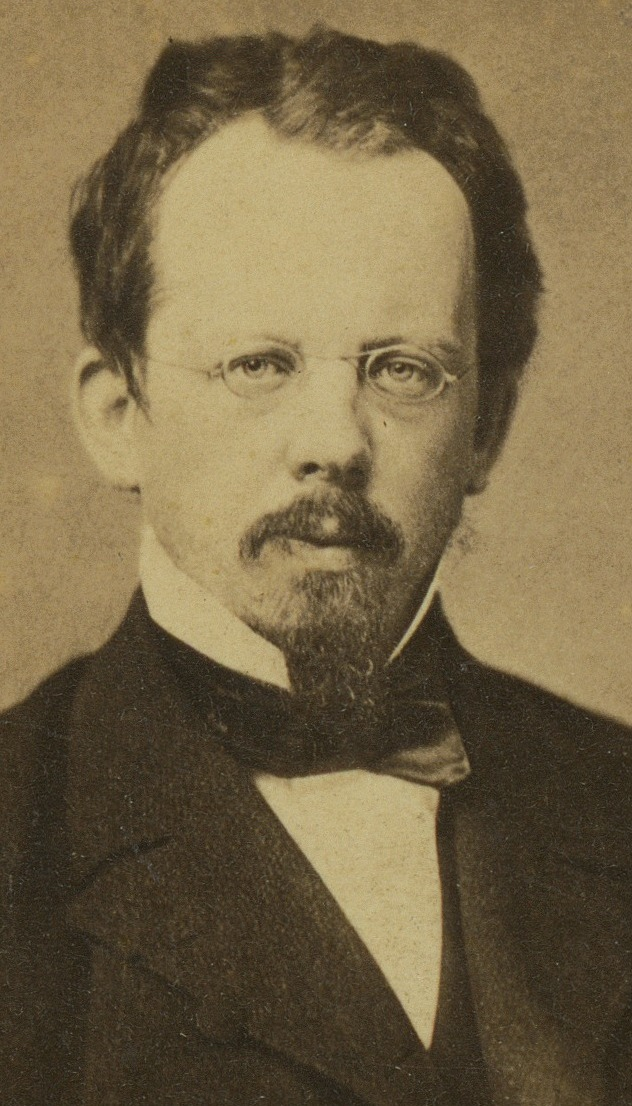
Retrato de Martin Gropius a la edad de aprox. 30 años

Martin Carl Philipp Gropius (11 de agosto de 1824, Berlín - 13 de diciembre de 1880) fue un arquitecto alemán, conocido por su contribución en el campo del diseño y por la construcción de varios edificios significativos en Berlín.

## Formación y carrera
Gropius estudió en la Bauakademie de Berlín, donde recibió la influencia de arquitectos como Karl Friedrich Schinkel y Karl Bötticher. Tras completar su formación, inició su carrera como arquitecto, viajando extensamente por Grecia e Italia para profundizar sus conocimientos sobre arquitectura clásica.
En 1856, fue nombrado profesor en la Academia de Artes Aplicadas de Berlín, un reconocimiento a su creciente reputación en el campo de la arquitectura. Además, fue miembro de la Academia de Ciencias y Humanidades de Berlín-Brandeburgo y de la Academia de Ciencias de Austria. Junto con Heino Schmieden, fundó la firma Gropius & Schmieden, que se convirtió en uno de los estudios de arquitectura más influyentes de Berlín durante el siglo XIX.

## Legado arquitectónico
Martin Gropius es especialmente recordado por el diseño del edificio que hoy se conoce como el Martin-Gropius-Bau, en colaboración con Heino Schmieden. Construido en 1881, este edificio fue concebido originalmente como un museo de artes aplicadas, el Kunstgewerbemuseum Berlin. Su diseño sigue el estilo renacentista italiano y cuenta con un atrio central, además de detalles decorativos como mosaicos alegóricos y escudos de armas de los estados alemanes.
Durante la Primera Guerra Mundial, el edificio albergó el Museo de Historia Prehistórica y Temprana, así como una colección de arte oriental. Aunque sufrió graves daños durante la Segunda Guerra Mundial, el Martin Gropius Bau fue reconstruido a partir de 1978, después de haber sido declarado monumento protegido en 1966. En 1999 y 2000 se realizaron nuevas restauraciones, consolidando su función actual como un espacio de exposiciones culturales de renombre internacional.

## Conexión con la Bauhaus
Martin Gropius era familia del también arquitecto Walter Gropius, fundador de la Bauhaus. Martin era tío abuelo de Walter, quien se inspiró en la rica tradición arquitectónica de su familia.